# Каморинское сельское поселение
Каморинское сельское поселение — муниципальное образование в Михайловском районе Рязанской области. Административный центр — деревня Каморино.

## История
Границы сельского поселения определяются законом Рязанской области от 07.10.2004 N 86-ОЗ.

## Население
| 2010 | 2012 | 2013 | 2014 | 2015 | 2016 | 2017 |
| ---- | ---- | ---- | ---- | ---- | ---- | ---- |
| 434  | ↗436 | ↘426 | ↘415 | ↘410 | ↘402 | ↘400 |
| 2018 | 2019 | 2020 | 2021 |      |      |      |
| ↘391 | ↘382 | ↘370 | ↘348 |      |      |      |

## Состав сельского поселения
| № | Населённый пункт | Тип населённого пункта          | Население |
| - | ---------------- | ------------------------------- | --------- |
| 1 | Завидовка        | деревня                         | ↗160      |
| 2 | Каморино         | деревня, административный центр | ↘263      |
| 3 | Красная Звезда   | деревня                         | 2         |
| 4 | Проне-Городище   | село                            | ↘9        |